# Countdown Grand Prix 2003

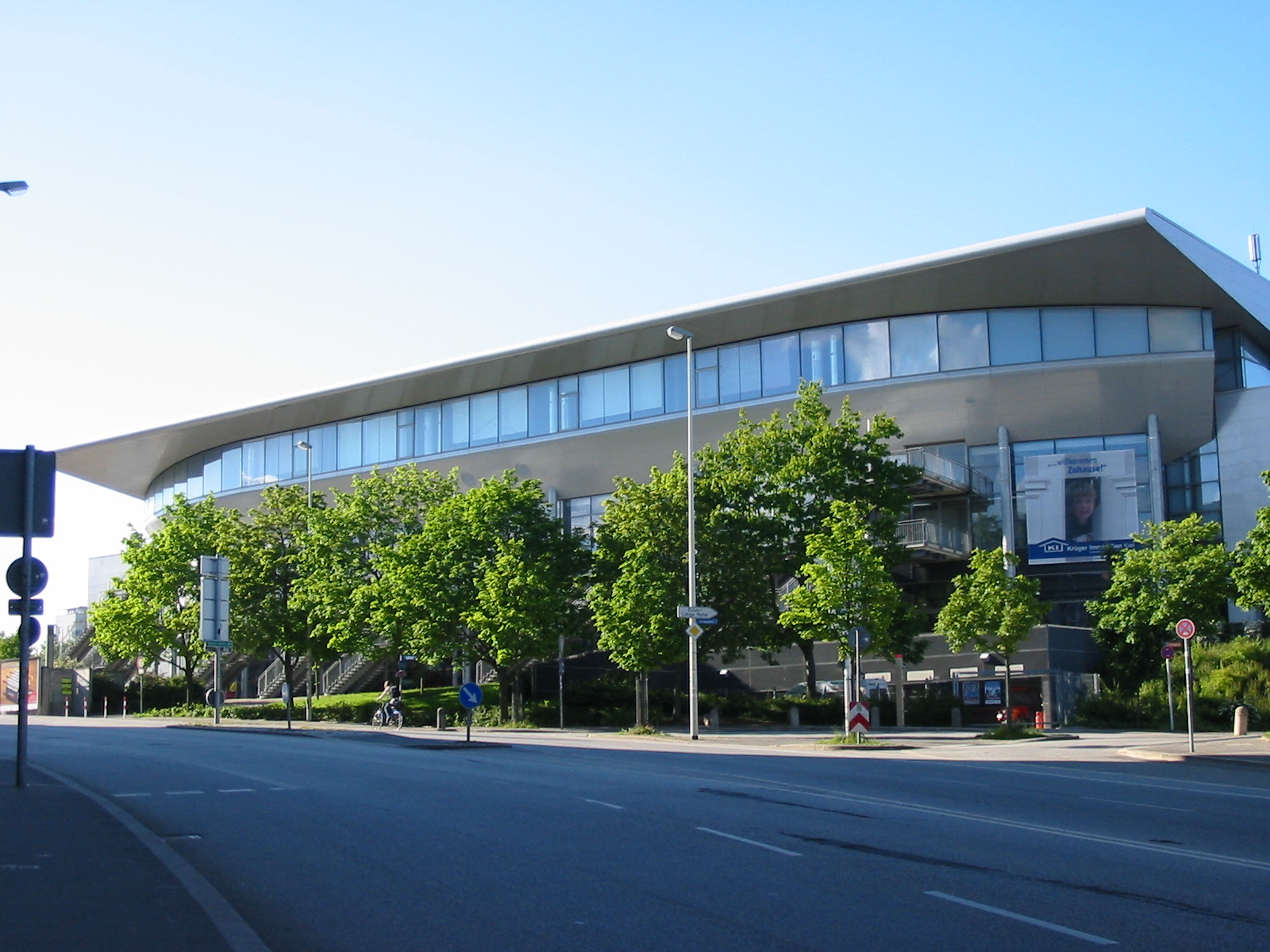
Veranstaltungsort Ostseehalle Kiel (2006)

Der deutsche Vorentscheid zum Eurovision Song Contest (ESC) 2003 in Riga fand am 7. März 2003 in der Kieler Ostseehalle statt. Die Veranstaltung war im Ersten live zu sehen. Axel Bulthaupt moderierte.

## Teilnehmerfeld
In Zusammenarbeit mit den großen deutschen Musiklabels wurden fünfzehn Titel für die Vorentscheidung ausgewählt. Joachim Deutschland wurde im Vorfeld auf Grund beleidigender Äußerungen gegenüber der Familie des damaligen bayerischen Ministerpräsidenten Edmund Stoiber disqualifiziert.
Erstmals wurden auch Medienpatenschaften vergeben: Die Frankfurter Allgemeine Sonntagszeitung unterstützte den Jungen mit der Gitarre, die Bild die Gerd-Show, die taz Senait, das Teenie-Magazin Yam Freistil und das türkische Boulevardblatt Hürriyet Tagträumer feat. Aynur, die mit ihrem dreisprachigen Song „eine Brücke vom Christentum zum Islam schlagen“ wollten.

## Teilnehmerfeld und Ergebnis
| Nr. | Interpret                 | Titel (Musik/Text)                                              | Runde 1 Platz | Runde 2 Platz |
| --- | ------------------------- | --------------------------------------------------------------- | ------------- | ------------- |
| 01. | Sascha Pierro             | Wenn Grenzen fallen (Sascha Pierro, Pat Benzer, Peter Hoffmann) | 10.           | —             |
| 02. | Charlemaine               | Life (Charlemaine, Peter Ries)                                  | 12.           | —             |
| 03. | Der Junge mit der Gitarre | Die Seite, wo die Sonne scheint (Tobias Schacht)                | 13.           | —             |
| 04. | Lou                       | Let’s Get Happy (Ralph Siegel, Bernd Meinunger)                 | 03.           | 38,0 % 01.    |
| 05. | Elija                     | Somehow, Somewhere (André Franke, William Lennox)               | 09.           | —             |
| 06. | Beatbetrieb               | Woran glaubst du (Michael Janz)                                 | 02.           | 31,6 % 02.    |
| 07. | Isgaard                   | Golden Key (Jens Lück, Sabine Lück)                             | 07.           | —             |
| 08. | Vibe                      | Für immer (Daniel Biskan, Philipp Palm, Julian Maas)            | 08.           | —             |
| 09. | Troje                     | Liebe macht Spaß (André Franke, Joachim Horn-Bernges)           | 06.           | —             |
| 10. | Lovecrush                 | Love Is Life (Peter Bischof-Fallenstein, Sabine Mayer-Förster)  | 14.           | —             |
| 11. | Die Gerd Show             | Alles wird gut (Michael Kernbach, Elmar Brandt, Peter Burtz)    | 01.           | 30,4 % 03.    |
| 12. | Senait                    | Herz aus Eis (Senait, Frank Ramond, Oliver Pinelli)             | 04.           | —             |
| 13. | Freistil                  | Hörst du meine Lieder (Freistil)                                | 11.           | —             |
| 14. | Tagträumer feat. Aynur    | Living in a Perfect World (Andy Jonas & Arno Brugger)           | 05.           | —             |

## Abstimmungsmodus
Die Zuschauer konnten per Telefon und SMS abstimmen. Wie im Vorjahr gab es zwei Abstimmungsrunden. Die drei bestbewerteten Titel des ersten Durchgangs standen in einem zweiten Durchgang zur Wahl. Der Sieger vertrat Deutschland beim ESC-Finale.
In der Abstimmungspause traten Brainstorm, Vorjahressiegerin Marie N sowie Modern Talking auf.

## Ergebnis
Wie in den Vorjahren gab die ARD nur das Ergebnis der zweiten Abstimmungsrunde bekannt. Lou gewann mit ihrem Titel Let’s Get Happy und erhielt 38,0 Prozent der Stimmen. Beatbetrieb (Woran glaubst du) wurden mit 31,6 Prozent Zweite, Die Gerd Show (Alles wird gut) Dritter mit 30,4 Prozent.

## Abschneiden des deutschen Betrags beimEurovision Song Contest 2003
Beim Finale in Riga belegte Lou den 12. Platz.